# Вайтбурн
Вайтбурн (англ. Whitbourne) — містечко в Канаді, у провінції Ньюфаундленд і Лабрадор.

## Населення
За даними перепису 2016 року, містечко нараховувало 890 осіб, показавши скорочення на 2,8%, порівняно з 2011-м роком. Середня густина населення становила 41,4 осіб/км².
З офіційних мов обидвома одночасно володіли 45 жителів, тільки англійською — 845.
Працездатне населення становило 51,9% усього населення, рівень безробіття — 9,9% (14,3% серед чоловіків та 7,5% серед жінок). 96,3% осіб були найманими працівниками, а 4,9% — самозайнятими.
Середній дохід на особу становив $39 605 (медіана $28 224), при цьому для чоловіків — $51 408, а для жінок $28 664 (медіани — $38 707 та $23 264 відповідно).
22,4% мешканців мали закінчену шкільну освіту, не мали закінченої шкільної освіти — 28,2%, 49,4% мали післяшкільну освіту, з яких 7,8% мали диплом бакалавра, або вищий.
| Статево-вікова структура населення | Статево-вікова структура населення | Статево-вікова структура населення | Статево-вікова структура населення | Статево-вікова структура населення |
| ---------------------------------- | ---------------------------------- | ---------------------------------- | ---------------------------------- | ---------------------------------- |
|                                    |                                    |                                    |                                    |                                    |
| Всього                             | Всього                             | 47,8%52,2%                         |                                    |                                    |
| 0 — 14 років                       | 0 — 14 років                       |                                    | 14,6%                              | 14,6%                              |
| 15 — 64 років                      | 15 — 64 років                      |                                    | 61,2%                              | 61,2%                              |
| 65 і більше                        | 65 і більше                        |                                    | 24,2%                              | 24,2%                              |
| 85 і більше                        | 85 і більше                        |                                    | 1,7%                               | 1,7%                               |
| Середній вік (років)               | Середній вік (років)               | 44,145,3                           | 44,7                               | 44,7                               |
| Медіана (років)                    | Медіана (років)                    | 47,948,0                           | 47,9                               | 47,9                               |
| — чоловіки — жінки                 |                                    |                                    |                                    |                                    |

| Походження мешканців:     | Походження мешканців:     | Походження мешканців: | Походження мешканців: | Походження мешканців: |
| ------------------------- | ------------------------- | --------------------- | --------------------- | --------------------- |
| Походження                |                           |                       | осіб                  | %                     |
| Корінні американці        | Корінні американці        |                       | 10                    | 1.09%                 |
| Інше північноамериканське | Інше північноамериканське |                       | 580                   | 63.04%                |
| Європейське               | Європейське               |                       | 435                   | 47.28%                |
| британське                | британське                |                       | 430                   | 46.74%                |
| французьке                | французьке                |                       | 20                    | 2.17%                 |
| Азійське                  | Азійське                  |                       | 20                    | 2.17%                 |

| Зайнятість населення за галузями (за класифікацією NOC): | Зайнятість населення за галузями (за класифікацією NOC): | Зайнятість населення за галузями (за класифікацією NOC): | Зайнятість населення за галузями (за класифікацією NOC): | Зайнятість населення за галузями (за класифікацією NOC): |
| -------------------------------------------------------- | -------------------------------------------------------- | -------------------------------------------------------- | -------------------------------------------------------- | -------------------------------------------------------- |
|                                                          |                                                          |                                                          |                                                          |                                                          |
| Управління                                               | Управління                                               |                                                          | 6,1%                                                     | 6,1%                                                     |
| Бізнес, фінанси та адміністрування                       | Бізнес, фінанси та адміністрування                       |                                                          | 13,4%                                                    | 13,4%                                                    |
| Природничі та прикладні науки                            | Природничі та прикладні науки                            |                                                          | 4,9%                                                     | 4,9%                                                     |
| Охорона здоров'я                                         | Охорона здоров'я                                         |                                                          | 2,4%                                                     | 2,4%                                                     |
| Освіта, правозахист, муніципальні та урядові служби      | Освіта, правозахист, муніципальні та урядові служби      |                                                          | 12,2%                                                    | 12,2%                                                    |
| Роздрібна торгівля та послуги                            | Роздрібна торгівля та послуги                            |                                                          | 29,3%                                                    | 29,3%                                                    |
| Гуртова торгівля, транспорт та обладнання                | Гуртова торгівля, транспорт та обладнання                |                                                          | 24,4%                                                    | 24,4%                                                    |
| Природні ресурси, сільське господарство                  | Природні ресурси, сільське господарство                  |                                                          | 3,7%                                                     | 3,7%                                                     |
| Виробництво                                              | Виробництво                                              |                                                          | 2,4%                                                     | 2,4%                                                     |

## Клімат
Середня річна температура становить 5,1°C, середня максимальна – 18,7°C, а середня мінімальна – -10°C. Середня річна кількість опадів – 1 594 мм.
| Клімат поселення                              | Клімат поселення | Клімат поселення | Клімат поселення | Клімат поселення | Клімат поселення | Клімат поселення | Клімат поселення | Клімат поселення | Клімат поселення | Клімат поселення | Клімат поселення | Клімат поселення | Клімат поселення |
| Показник                                      | Січ.             | Лют.             | Бер.             | Квіт.            | Трав.            | Черв.            | Лип.             | Серп.            | Вер.             | Жовт.            | Лист.            | Груд.            |                  |
| Середній максимум, °C                         | −0,04            | −0,4             | 2,64             | 6,98             | 11,48            | 15,87            | 18,43            | 18,71            | 15,56            | 10,95            | 6,47             | 1,79             |                  |
| Середня температура, °C                       | −4,83            | −5,19            | −2,12            | 2,20             | 6,70             | 11,10            | 15,27            | 15,55            | 12,39            | 7,79             | 3,29             | −1,38            |                  |
| Середній мінімум, °C                          | −9,61            | −9,96            | −6,91            | −2,59            | 1,93             | 6,31             | 12,10            | 12,37            | 9,20             | 4,60             | 0,12             | −4,55            |                  |
| Норма опадів, мм                              | 161              | 135              | 137              | 128              | 103              | 96               | 111              | 101              | 150              | 158              | 153              | 161              |                  |
| Середньомісячна швидкість вітру, м/с          | 7.67             | 7.03             | 6.66             | 6.06             | 5.34             | 4.96             | 4.82             | 4.85             | 5.37             | 6.13             | 6.75             | 7.42             |                  |
| Середньомісячна сонячна радіація, кДж/м²·день | 3970             | 6706             | 10625            | 14014            | 17076            | 19085            | 19027            | 16080            | 12053            | 7247             | 4159             | 3034             |                  |
| --------------------------------------------- | ---------------- | ---------------- | ---------------- | ---------------- | ---------------- | ---------------- | ---------------- | ---------------- | ---------------- | ---------------- | ---------------- | ---------------- | ---------------- |
| Джерело:                                      |                  |                  |                  |                  |                  |                  |                  |                  |                  |                  |                  |                  |                  |